# Сырейщиков, Дмитрий Петрович
Дми́трий Петро́вич Сыре́йщиков (29 января (10 февраля) 1868, Москва — 20 октября 1932, Москва) — русский ботаник-систематик и флорист, специалист по флоре Средней России, автор классической фундаментальной четырёхтомной сводки «Иллюстрированная флора Московской губернии» (1906—1914). В 1918—1932 годах — хранитель гербария Московского университета, которому присвоено его имя.

## Биография
Родился 29 января (10 февраля) 1868 года в Москве в богатой купеческой семье. Отец — Петр Дмитриевич (1838—1901), купец I гильдии, банкир, владел банкирской конторой «Сырейщиков П. Д.», состоял членом совета и правления Московского купеческого общества взаимного кредита, выборным Московского биржевого общества. Брат — Николай Петрович (1871—1953), московский купец, коллекционер, член Московского общества любителей книжных знаков, с 1919 г. архивариус Московского областного архива.
Начальное образование получил в домашних условиях. Для дальнейшего обучения был отдан отцом, в надежде на то, что сын будет помощником и преемником в торговых делах, в Практическую академию коммерческих наук.
С ранних лет юный Дмитрий начал интересоваться естествознанием, совершал экскурсии по окрестностям Москвы, коллекционировал насекомых (жуков и бабочек), собирал гербарий, отдавая всё свободное время чтению специальной литературы и наблюдениям в природе. Гербаризация стала для него настолько увлекательным занятием, что в дальнейшем он получил репутацию одного из лучших ботанических коллекторов России. Таким образом Дмитрий Петрович Сырейщиков, не имея ботанического (и никакого другого биологического) образования, путём самообразования достиг уровня крупнейшего знатока ботанической литературы, стал авторитетным специалистом-ботаником. Помощь, советы, авторитетные консультации Д. П. Сырейщикова по флоре России высоко ценились в среде ботаников, а его литературные произведения причислены к золотому фонду отечественной ботаники.
После Октябрьской революции Д. П. Сырейщиков работал штатным сотрудником Московского университета. По приглашению профессора М. И. Голенкина в 1918 году он занял должность учёного хранителя Гербария университета, которую исполнял до последнего дня своей жизни.
Умер Дмитрий Петрович 20 октября 1932 года в Москве, похоронен на Пятницком кладбище.

## Научная деятельность
Большое, может быть, решающее значение для формирования Сырейщикова как ученого-ботаника имело его тесное общение в последние десятилетия XIX века с исследователем московской флоры А. Н. Петунниковым, который поощрял интерес Сырейщикова к ботаническим занятиям, стимулировал это увлечение, сделал его более осмысленным и целенаправленным.
Первые пять лет Д. П. Сырейщиков работал в гербарии МГУ один, сам разбирал коллекции, готовил образцы к наклейке, подписывал «рубашки», занимался инсерацией.
На основе своей «Иллюстрированной флоры…» (1906—1914), дополненной новейшими фактическими данными, он создал «Определитель растений Московской губернии», изданный в 1927 году Обществом изучения Московской губернии тиражом 5 тыс. экземпляров. Определитель включает дихотомические таблицы для определения 1330 видов. По сравнению с «Иллюстрированной флорой…» флористический список в определителе увеличился на 107 видов.
Профессор В. В. Алёхин привлёк Д. П. Сырейщикова к подготовке учебного пособия «Методика полевых ботанических исследований» (Вологда, 1926), в котором Дмитрий Петрович написал разделы «Методика флористических исследований», «Методика сушки растений для гербария и хранение гербария» и «Сбор мхов, лишайников и грибов». Д. П. Сырейщиков принимал участие в подготовке первого издания «Большой Советской энциклопедии». Его перу принадлежат статьи о растениях Подмосковья и Крыма, написанные в 1927—1931 годах.

## Почётные звания, должности, членство и награды
Д. П. Сырейщиков состоял активным членом Московского общества испытателей природы, с 1917 по 1931 год был казначеем этого общества. Русское ботаническое общество провозгласило его своим почётным членом.

## Увековечивание памяти
Имя Дмитрия Петровича Сырейщикова носит Гербарий Московского государственного университета.
В честь Д. П. Сырейщикова назван новый род растений — Syreitschikovia Pavlov и несколько видов:
- Ковыль Сырейщикова (Stipa syreistchikowii P.A.Smirn.)
- Полевица Сырейщикова (Agrostis syreistchikowii P.A.Smirn.) = Полевица виноградниковая (Agrostis vinealis)
- Смолёвка Сырейщикова (Silene syreistchikowii P.A.Smirn.) = Смолёвка приземистая (Silene supina Bieb.)

## Основные научные труды
- Иллюстрированная флора Московской губернии / Под ред. А. Н. Петунникова. — М.: Кн. маг. торг. дома Лахтин, Сырейщиков и Ко, 1906. — Т. 1. — 274 с.
- Иллюстрированная флора Московской губернии / Под ред. А. Н. Петунникова. — М.: Кн. маг. торг. дома Лахтин, Сырейщиков и Ко, 1907. — Т. 2. — 436 с.
- Иллюстрированная флора Московской губернии / Под ред. А. Н. Петунникова. — М.: Кн. маг. торг. дома Лахтин, Сырейщиков и Ко, 1910. — Т. 3. — 397 с.
- Иллюстрированная флора Московской губернии / Под ред. А. Н. Петунникова. — М.: Кн. маг. торг. дома Лахтин, Сырейщиков и Ко, 1914. — Т. 4. — 206 с.
- Определитель растений Московской губернии. — М., 1927. — 294 с.